# Crocidura bottegoides
Crocidura bottegoides — вид ссавців родини Soricidae. Це ендемік Ефіопії, в горах Бейл на Ефіопському нагір’ї. Його природними середовищами існування є субтропічні або тропічні вологі гірські ліси та луки на високих висотах.